# Kachi-koshi
Kachi-koshi (jap. 勝ち越し) ist eine positive Siegesbilanz eines Sumō-Ringers in einem Basho (Turnier).
Bei diesen Turnieren werden Kämpfe von stets ungerader Anzahl bestritten, so dass immer eindeutig ausgesagt werden kann, ob ein Kämpfer – ein Sumōtori – mehr Kämpfe gewonnen hat als verloren, oder umgekehrt. Die Einstufung der Sumōtori hängt davon ab, wie sie in den Turnieren abschneiden. 
Gewinnt ein Kämpfer während eines Turniers mehr Duelle als er verliert, wird dies kachi-koshi genannt und führt zur Heraufstufung in der Banzuke. (Es gibt allerdings zwei Ausnahmen: Den Rang eines Yokozuna erhält man erst nach zwei Turniersiegen in Folge, und für den eines Ōzeki benötigt man 32–33 Siege in drei aufeinanderfolgenden Turnieren.)
Da in den höchsten Ligen, der Makuuchi- und der Jūryō-Division, jeder Kämpfer an jedem der 15 Tage des Basho  einen Kampf bestreiten muss, benötigt er mindestens acht Siege, um kachi-koshi zu erreichen. In den unteren Ligen (Makushita, Sandanme, Jonidan und Jonokuchi) wird nur sieben Tage gekämpft, so dass entsprechend mindestens vier Siege benötigt werden.
Die Höhe des kachi-koshi entscheidet darüber, wie weit ein Kämpfer heraufgestuft wird, d. h. ein 9–6 ist wesentlich günstiger als ein 8–7, obwohl es nur einen Sieg mehr bedeutet.